# Dilemma Glacier
Dilemma Glacier är en glaciär i Antarktis. Den ligger i Östantarktis. Nya Zeeland gör anspråk på området. Dilemma Glacier ligger 537 meter över havet.
Terrängen runt Dilemma Glacier är varierad, och sluttar österut. Trakten är obefolkad. Det finns inga samhällen i närheten.